# Adohoun
Adohoun est l'un des cinq arrondissements de la commune de Athiémé dans le département du Mono au Bénin.

## Géographie
Adohoun est situé au sud-ouest du Bénin et compte 11 villages que sont Adame, Kpodji, Tchicomey, Agbogbome, Aguidahoue, Ayoucome, Kodji, Devedodji, Gleta, Sevotinou et Toguido.

## Démographie
Selon le recensement de la population de 2013 conduit par l'Institut national de la statistique et de l'analyse économique (INSAE), Adohoun compte 19 356 habitants  .